# Льюїс Теваніма
Льюїс Теваніма  (англ. Lewis Tewanima, 1888 — 18 січня 1969) — американський легкоатлет, олімпійський медаліст.

## Виступи на Олімпіадах
| Олімпіада      | Дисципліна           | Місце |
| -------------- | -------------------- | ----- |
| Лондон 1908    | марафонський біг     | 9     |
| Стокгольм 1912 | біг на 10 000 метрів | 2     |
| Стокгольм 1912 | марафонський біг     | 16    |